# ناحية بيران
ناحية بيران (پیران، Pîran) هي ناحية صغيرة تقع في شمال محافظة أربيل ضمن إقليم كردستان في العراق، وتتبع إداريًا قضاء ميركسور. تبعد الناحية حوالي 22 كم عن مركز القضاء. تقع ناحية بيران بالقرب من المثلث الحدودي بين العراق وتركيا وإيران.